# Museu Nacional de Beirute
O Museu Nacional de Beirute (em árabe: متحف بيروت الوطنيّ, Matḥaf Bayrūt al-waṭanī)  é o principal museu de arqueologia no Líbano. O acervo começou a ser coletado após a Primeira Guerra Mundial, e o museu foi inaugurado oficialmente em 1942. O acervo é composto por coleções que totalizam cerca de 100.000 objetos, a maioria dos quais são antiguidades e achados medievais. Cerca de 1.300 artefatos estão expostos, variando desde os tempos pré-históricos até o período medieval mameluco.

## Arquitetura

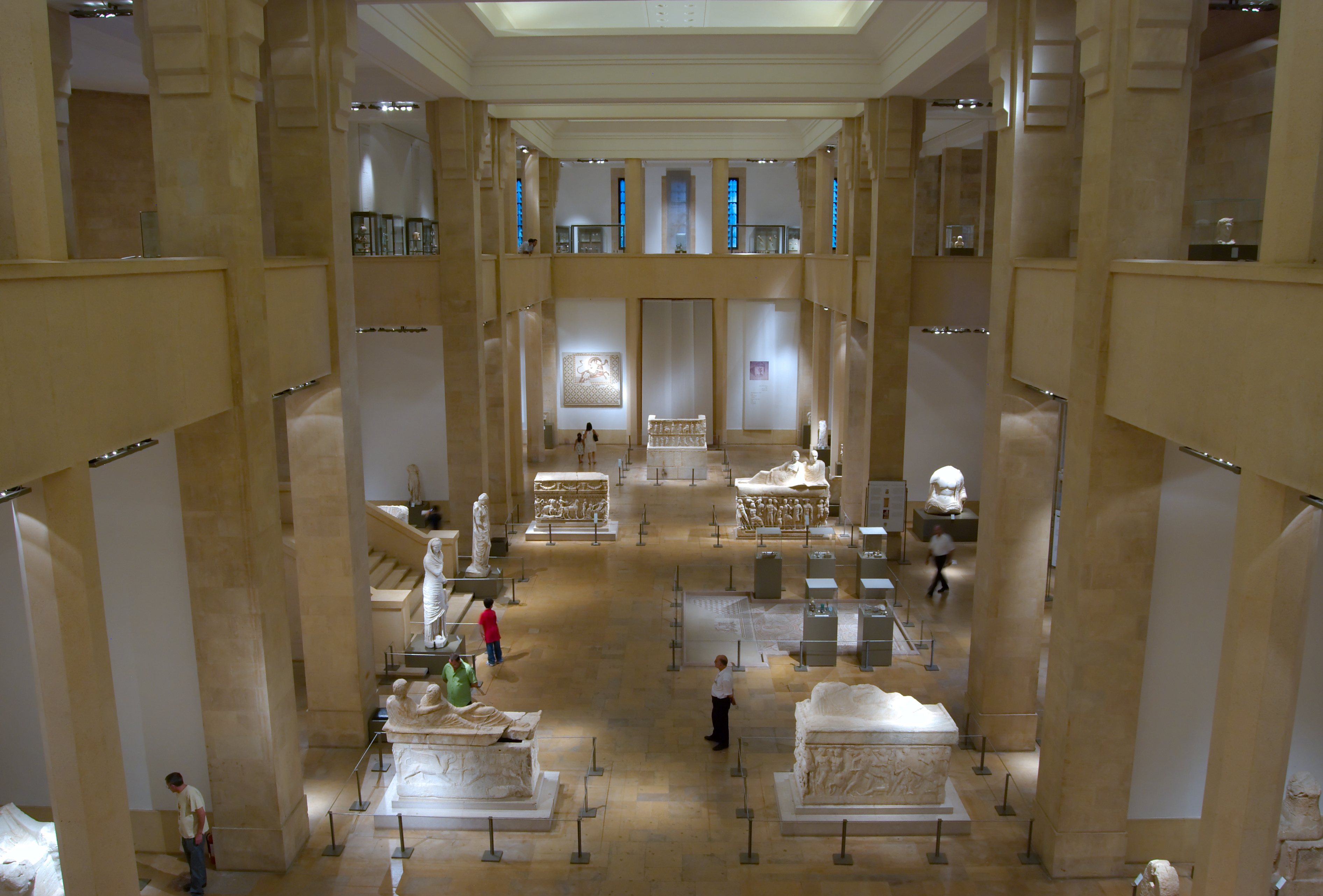
Interior do museu

O museu foi projetado pelos arquitetos Antoine Nahas e Pierre Leprince Ringuet, a sua arquitetura tem inspiração francesa e  influência egípcia. O prédio foi construído com três pavimentos, e o seu exterior é acabado com calcário na cor ocre. O bloco central é coberto por um telhado de vidro, acima do mezanino, proporcionando iluminação natural ao ambiente.
O espaço de exposição totaliza 6.000 metros quadrados, os anexos ao museu e escritórios administrativos adjacentes a construção principal ocupam cerca de 1.000 metros quadrados.

## Guerra civil
Durante a Guerra Civil Libanesa de 1975 o museu ficou entre as duas frentes beligerantes e sofreu danos significativos. O prédio foi bombardeado, saqueado, inundado e transformado em um quartel para os combatentes. Após o cessar fogo em 1991, passou por uma grande reforma e foi parcialmente inaugurado em 25 de novembro de 1997 pelo então presidente Elias Hrawi.
O governo libanês promoveu uma campanha maciça para recuperar as antiguidades que foram roubadas ou negociadas durante a guerra civil. Muitos artefatos foram recuperados de lojas de antiguidades e casas particulares uma vez que a lei libanesa determina que qualquer item com mais de 300 anos pertence ao estado.
Em 8 de outubro de 1999, o museu reabriu suas portas ao público durante o governo do presidente Emile Lahoud e voltou a sua antiga posição de detaque, especialmente como um dos principais museus com objetos fenícios antigos.

## Coleções

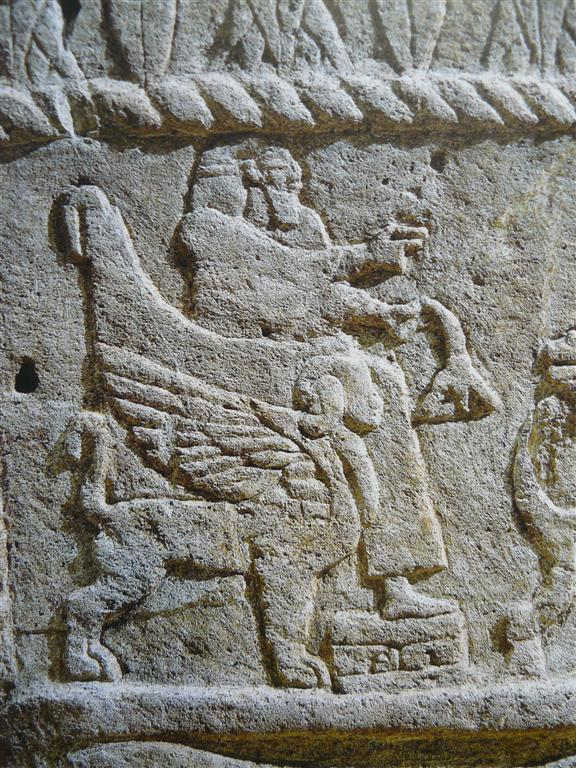
Detalhe do sarcófago de Airã

O Museu Nacional de Beirute exibe cerca de 1300 artefatos de sua coleção de aproximadamente 100.000 objetos.  As exposições obdecem a uma ordem cronológica começando na pré-história e chegando até o período otomana. O roteiro tem início no andar térreo, onde 83 objetos grandes são exibidos, incluindo sarcófagos, estátuas, mosaicos e relevos. O piso superior exibe 1243 artefatos de tamanho pequeno e médio, organizados por ordem cronológica e por tema em vitrines iluminadas e lentes que enfatizam o aspecto estético dos artefatos.
As coleções estão divididas por período, incluindo artefatos e peças da Pré-história, Idade do Bronze, Idade do Ferro, Período helenístico, Período romano, Período bizantino e Período mameluco e Conquistas árabes.

## Localização
O museu está localizado no distrito de Mazra'a, no cruzamento entre as avenidas Abdallah al-Yafi e a estrada de Damasco. Fica muito próximo ao hipódromo de Beirute.

## Galeria

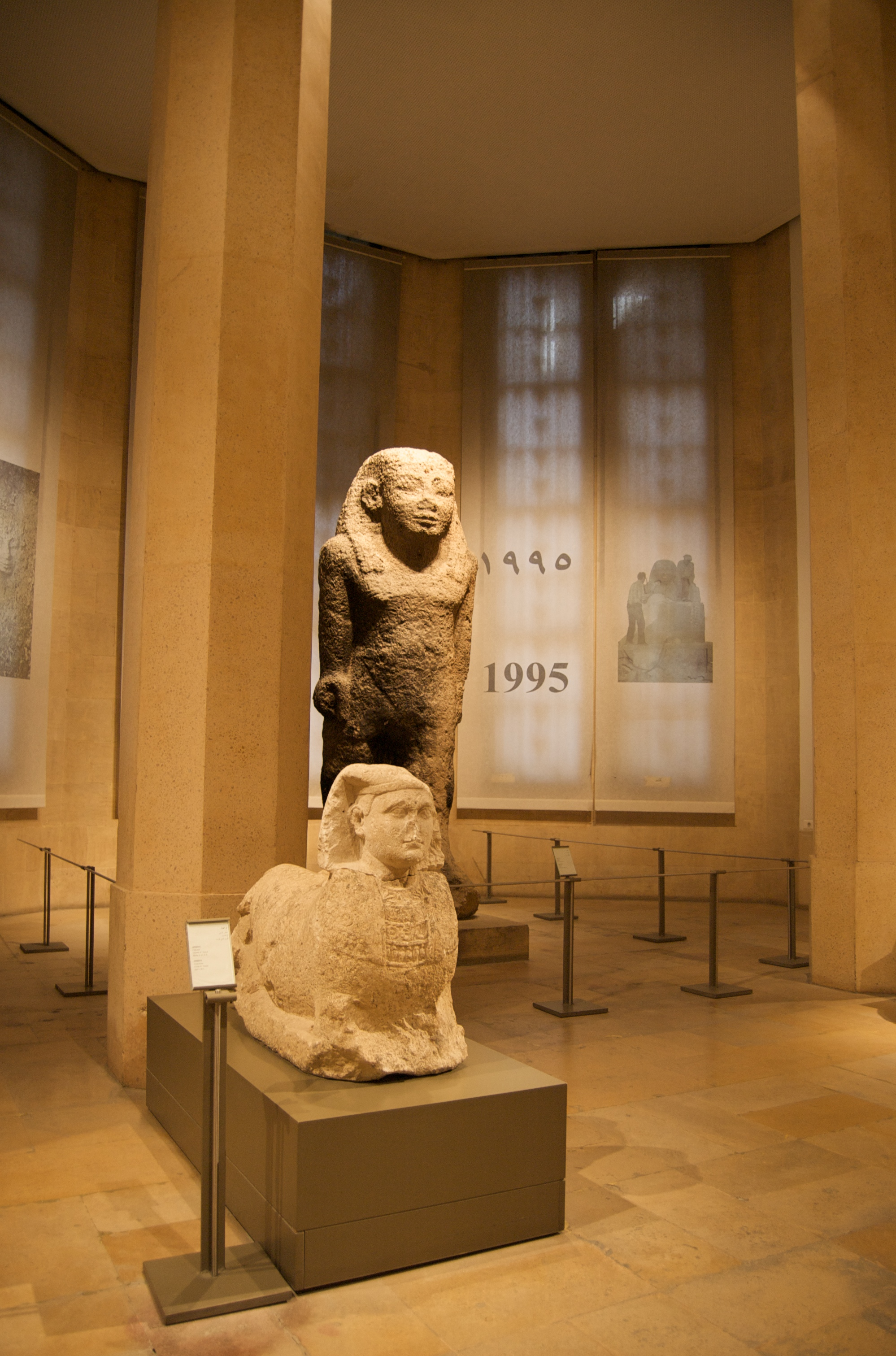
Some of the artifacts in the museum
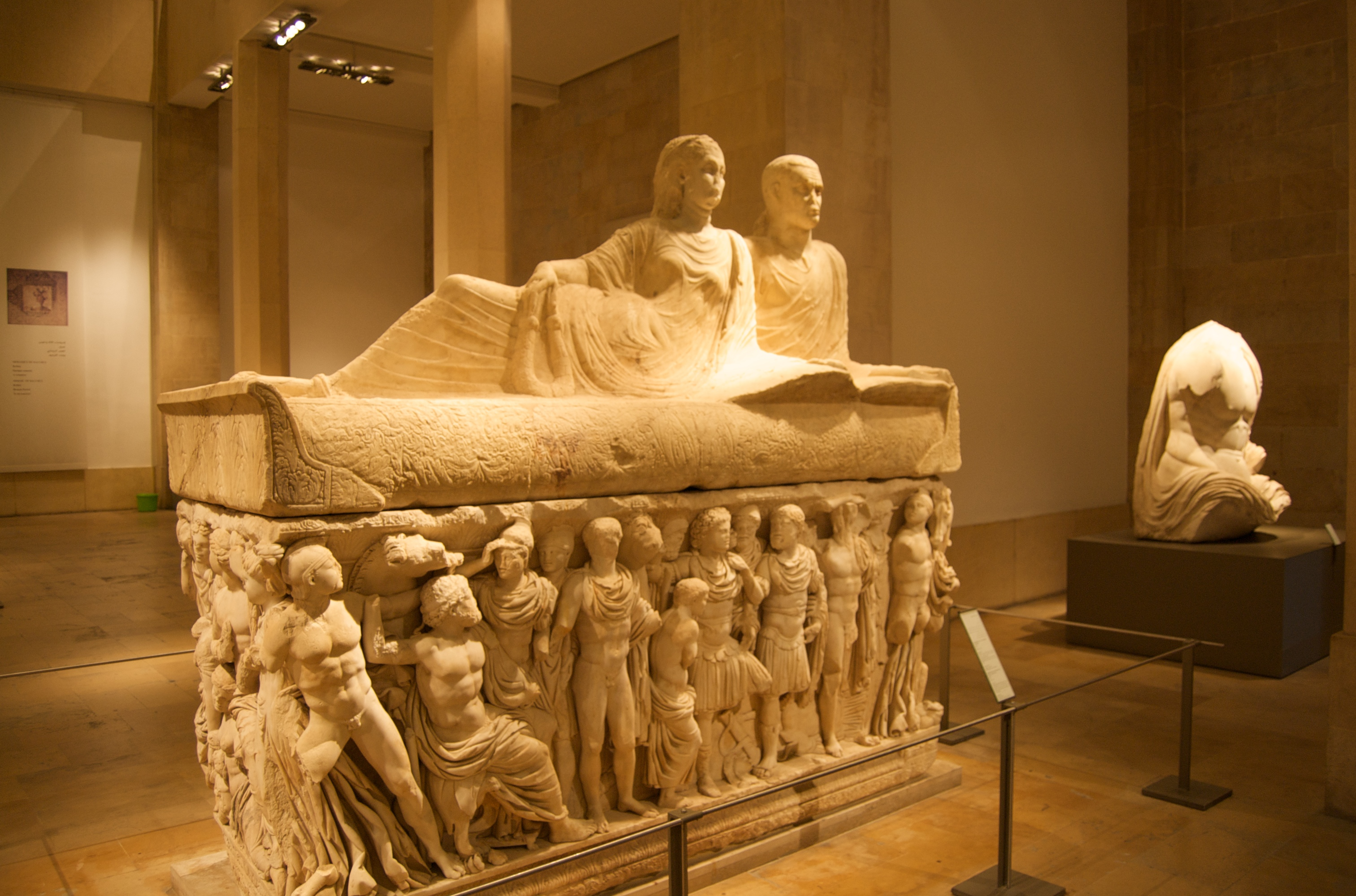
Ancient tombs displayed in the museum
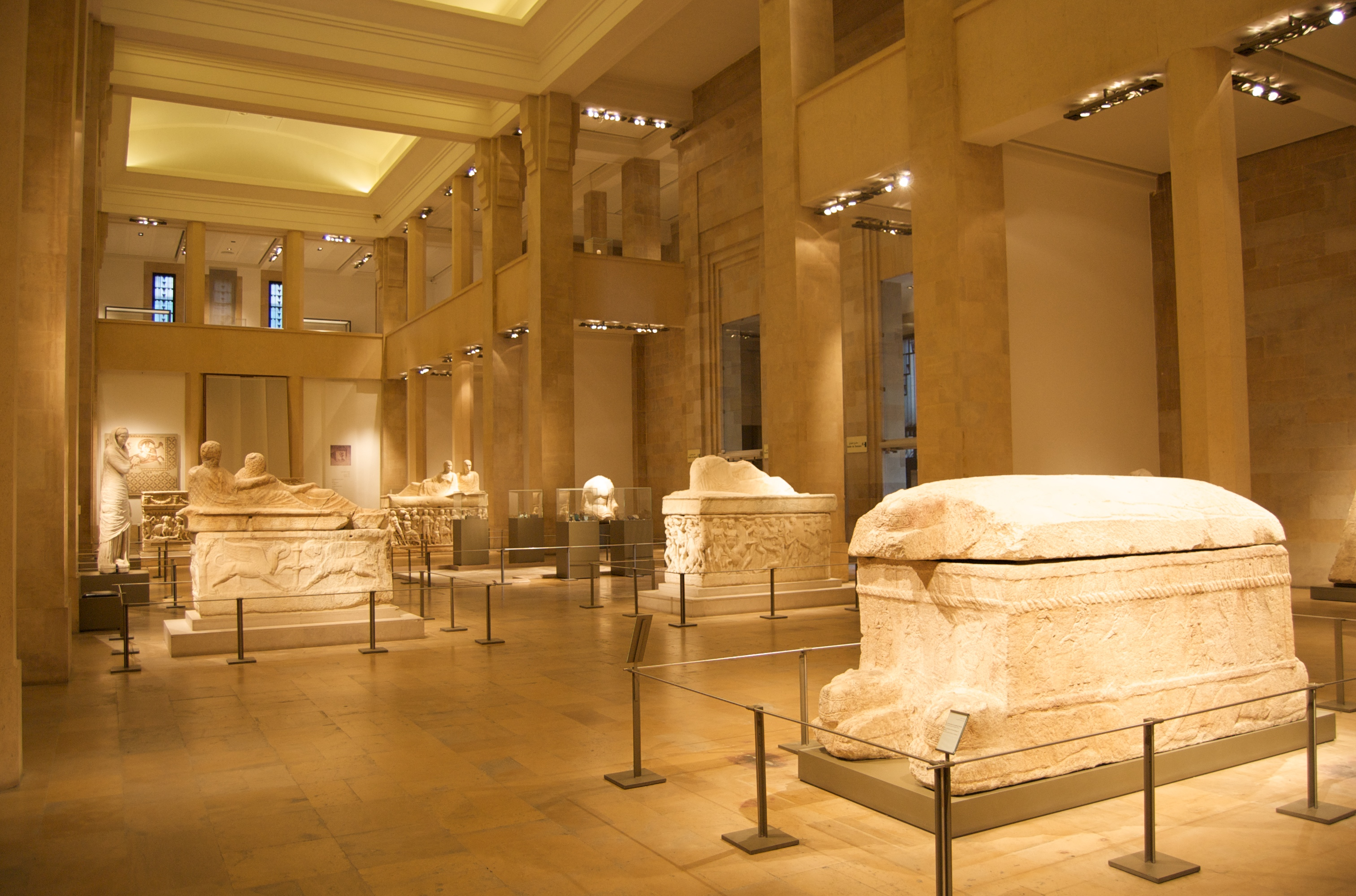
Side of the museum